# کریستوفر نوته
کریستوفر نوته (انگلیسی: Christopher Nöthe؛ زادهٔ ۳ ژانویهٔ ۱۹۸۸) بازیکن فوتبال اهل آلمان است.
از باشگاه‌هایی که در آن بازی کرده‌است می‌توان به باشگاه فوتبال گروتر فورث، باشگاه فوتبال آرمینیا بیله‌فلد، باشگاه فوتبال بروسیا دورتموند، و باشگاه فوتبال سن پائولی اشاره کرد.
وی همچنین در تیم ملی فوتبال جوانان آلمان بازی کرده‌است.